# Winterbach (Remstal)
Winterbach ist eine Gemeinde des Remstals im baden-württembergischen Rems-Murr-Kreis etwa 23 km östlich der Landeshauptstadt Stuttgart. Sie gehört zur Region Stuttgart (bis 1992 Region Mittlerer Neckar) und zur europäischen Metropolregion Stuttgart.

## Geografie

### Geografische Lage
Das Gemeindegebiet von Winterbach liegt beidseits der von der B 29 rechtsseits begleiteten, westwärts fließenden Rems zwischen Schorndorf flussauf- und Remshalden flussabwärts. Der Hauptort liegt überwiegend linksseits des Flusses, dem dortigen Dorfkern gegenüber stehen vor allem Gewerbegebäude aus der Zeit nach dem Zweiten Weltkrieg. Die Gemarkung erstreckt sich recht weit nach Süden bis hinauf in den Schurwald, nach Norden dagegen nur bis an den oberen Anstieg aus dem Remstal zu den Berglen hinauf.

### Gemeindegliederung
Die Gemeinde Winterbach mit 7602 Einwohnern besteht neben dem Hauptort Winterbach im Remstal mit seinen 7196 Einwohnern aus den Ortsteilen Engelberg am Anstieg zum Schurwald und Manolzweiler auf dessen Höhe (Stand Einwohnerzahlen: Ende 2015). Nördlich der Ortsgrenze des Dorfes Winterbach liegen entlang der Straße Vorderer Wattenbach wenige Aussiedlerhöfe, an einem Südhang wird dort Wein angebaut.
In Winterbach wird der Gemeinderat nach dem Verfahren der Unechten Teilortswahl gewählt. Hierzu bilden die drei Ortsteile Winterbach (Wohnbezirk I), Engelberg (Wohnbezirk II) und Manolzweiler (Wohnbezirk III) Wohnbezirke im Sinne der baden-württembergischen Gemeindeordnung.
Auf der Gemarkung Winterbachs liegen die Wüstungen Aylen, Bicklinsweiler, Hof und Kikishart.

### Flächenaufteilung
Nach Daten des Statistischen Landesamtes, Stand 2014.

### Nachbargemeinden
Die Gemeinde Winterbach grenzt im Süden an die Gemeinden Lichtenwald und Baltmannsweiler, beide im Landkreis Esslingen, im Südwesten an die Stadt Weinstadt, im Westen an die Gemeinde Remshalden und im Norden an die Gemeinde Berglen und im Osten und Südosten an die Stadt Schorndorf, alle vier im Rems-Murr-Kreis.

## Geschichte

### Mittelalter
Winterbach war altes Reichsgut und wurde 1046 zum ersten Mal in einer Bestätigung von Kaiser Heinrich III. urkundlich im Lorscher Codex erwähnt. Der Kaiser stellte die Urkunde für Lorsch am 28. August 1046 in der Pfalz in Winterbach aus. Heinrich III. besuchte den Königshof in Winterbach erneut im Dezember 1048. Funde lassen jedoch ein deutlich höheres Alter von Winterbach vermuten. Im Jahr 1080 gelangten die Königshöfe Winterbach und Waiblingen durch eine Schenkung Heinrichs IV.  vor der Schlacht bei Hohenmölsen in den Besitz der Domkapitel von Speyer. 1238 wurde erstmals ein Pfarrer in Winterbach beurkundet und seit 1293 ist der Weinbau in der Gemarkung nachweisbar. Mit dem Niedergang der Staufer gelangte Winterbach an die Grafen von Württemberg. In der Burgklinge befand sich die Burg Winterbach, von der sich allerdings keine oberirdischen Reste erhalten haben.
Im Jahr 1309 wurde die noch heute stehende Michaelskirche eingeweiht, jedoch wird schon vor der ersten urkundlichen Erwähnung Winterbachs die Existenz einer Urkirche für das mittlere Remstal im Ort angenommen. Seit 1369 wird die Pfarrei Winterbach als eine Filiale der Kirche von Schorndorf geführt. Bei der Teilung der Grafschaft Württemberg 1442 gelangte Winterbach in den Besitz der Stuttgarter Grafenlinie.
1490 erfolgte ein Umbau der Kirche, aus dieser Zeit stammen die bis heute erhaltenen Passionsfresken.

### Neuzeit
Am Aufstand des Armen Konrad 1514 waren auch Winterbacher Einwohner beteiligt. Nach der Rückkehr Herzog Ulrichs von Württemberg führte dieser 1534 die Reformation im Herzogtum ein. Im Dreißigjährigen Krieg wurde das Remstal mehrfach von durchziehenden Heeren verwüstet. 1644 setzte ein Blitzschlag den Kirchturm in Brand, welcher in den Folgejahren wieder aufgebaut wurde. Um 1750 erreichte Winterbach einen bescheidenen Wohlstand, unter anderem erfolgte von 1751 bis 1758 der Umbau der Michaelskirche.
Winterbach gehörte zum Amt Schorndorf, war aber bis 1808 selbst Sitz eines nachgeordneten Stabsamts für die umliegenden württembergischen Dörfer.

### 19. Jahrhundert
Nach der Errichtung des Königreichs Württemberg blieb Winterbach Bestandteil des Oberamts Schorndorf. 1825 begann in Winterbach der Badebetrieb, nachdem beim Gasthaus Adler schwefelhaltige Quellen erschlossen wurden. Nur 25 Jahre später versiegten diese und der Kurbetrieb kam zum Erliegen. In der Folge wurde in den Badehäusern eine Anstalt für geistig behinderte Kinder eingerichtet.
1861 verbesserte sich die Verkehrsanbindung Winterbachs durch die Eröffnung der Remsbahn bis Wasseralfingen. Somit war der Ort früh ins Schienennetz der Württembergischen Staatsbahnen eingebunden.
Im Jahr 1874 entstand auf dem Gelände der ehemaligen Badeanstalt ein Krankenasyl für pflegebedürftige Frauen. Um die Jahrhundertwende zum 20. Jahrhundert wurde eine zentrale Wasserversorgung aufgebaut.

### 20. Jahrhundert

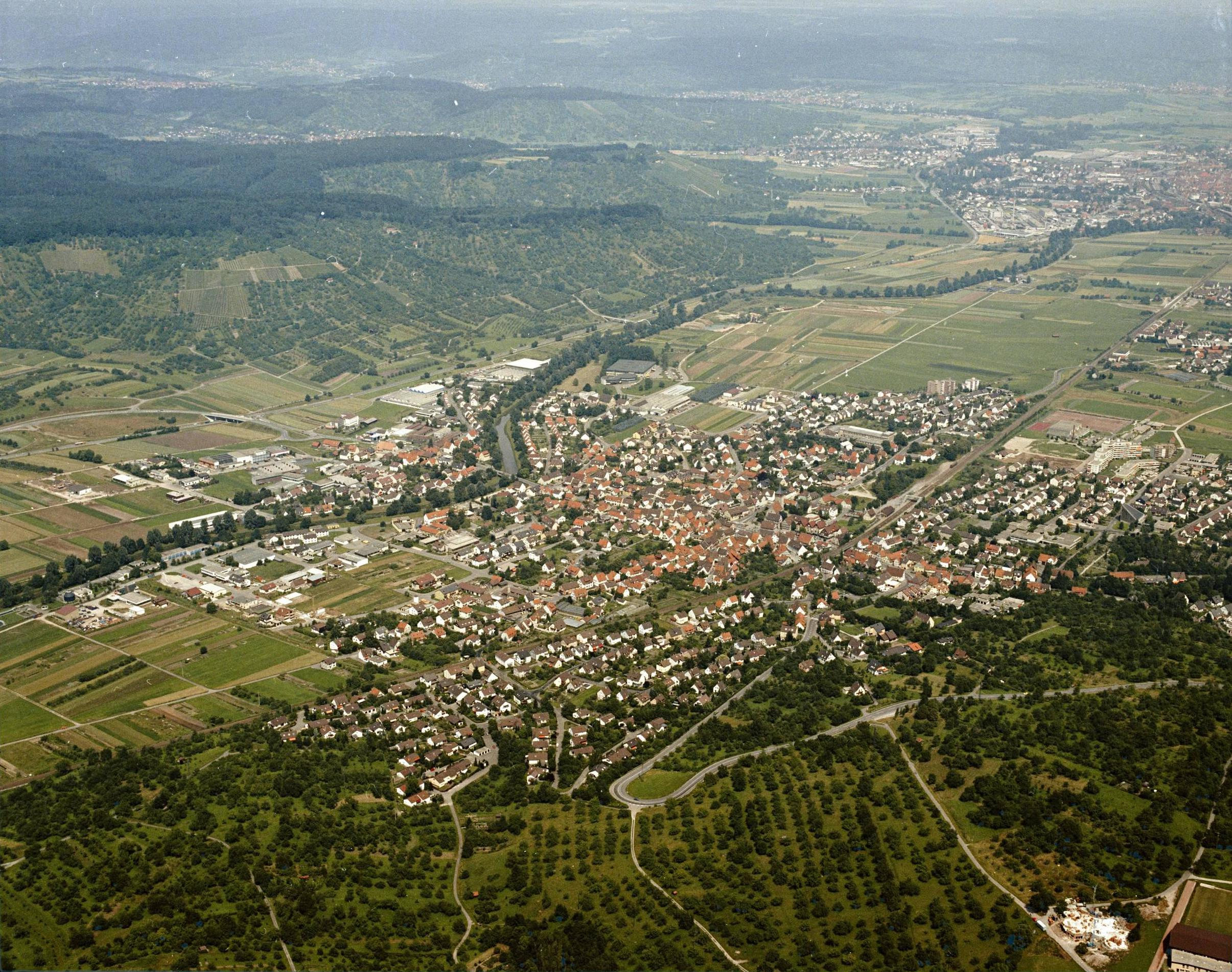
Luftbild von Südwesten, 1983

1906 wurde Winterbach elektrifiziert. In den Jahren 1910 und 1911 gab es durch die Reblaus bedingt eine Missernte in den Weinbergen, was viele Winzer zur Aufgabe zwang. Im Zuge einer Gebietsreform während der NS-Zeit kam Winterbach 1938 zum Landkreis Waiblingen. 1945 fiel Winterbach in die Amerikanische Besatzungszone und gehörte somit zum neu gegründeten Land Württemberg-Baden, das 1952 im jetzigen Bundesland Baden-Württemberg aufging. Nach dem Zweiten Weltkrieg entwickelte sich Winterbach von einem landwirtschaftlich geprägten Ort zu einer Industrie- und Dienstleistungsgemeinde. Die komplette Kanalisierung erfolgte 1958.
Seit der 1973 erfolgten Kreisreform gehörte Winterbach zum Rems-Murr-Kreis.
Beim Wettbewerb Denkmalschutz und Städtebau wurde der Ort 1978 Landessieger.
Nach der Fertigstellung wurde das Neubaugebiet Schießwiesen 2003 eingeweiht. Im Mai 2007 folgte die Erschließung des Baugebiets Sterrenberg II. In den Tagen vom 13. auf den 14. Januar 2011 sowie am 30. Mai 2013 hatte der Ort mit Hochwasser zu kämpfen. 2013 wurde der Ortskern grundlegend saniert.
2015 wurden die Erschließungsarbeiten des Baugebiets Schilfweg fertiggestellt.
Trotz seiner großen Wirtschaftskraft hat sich Winterbach bislang einen dörflichen Charakter bewahrt.

### Einwohnerentwicklung
- 1871: 1855[14]
- 1939: 2334[14]
- 1950: 3397[14]
- 1961: 4299[14]
- 1970: 5352[14]
- 1980: 6407[14]
- 2022: 7713

## Religion

### Evangelische Kirche
In der württembergischen Pfarrei Winterbach mit der Michaelskirche wurde 1534 unter Herzog Ulrich die Reformation durchgeführt. Bis in die Mitte des 20. Jahrhunderts war die Gemeinde überwiegend evangelisch geprägt. Die Pfarrei liegt im Kirchenbezirk Schorndorf und ist Teil der Landeskirche in Württemberg.

### Katholische Kirche
Eine nennenswerte Anzahl von Katholiken kam erst durch die Umwälzungen nach dem Zweiten Weltkrieg nach Winterbach. Die Kirche Mariä Himmelfahrt wurde 1967 erbaut und 1969 als eigene Pfarrei eingerichtet. Diese gehört zum Dekanat Rems-Murr der Diözese Rottenburg-Stuttgart.

### Konfessionsstatistik
Gemäß dem Zensus 2011 waren 47,4 % der Einwohner evangelisch, 20,2 % römisch-katholisch und 32,4 % waren konfessionslos, gehörten einer anderen Glaubensgemeinschaft an oder machten keine Angabe. Die Zahl der Katholiken und der Protestanten ist seitdem gesunken. Mit Stand 31. Dezember 2015 waren von den 7.602 Einwohnern 45,9 % (3.488) evangelisch, 19,8 % (1.505) der Einwohner römisch-katholisch und 34,3 % gehören entweder einer anderen Glaubensgemeinschaft an oder sind konfessionslos.

## Politik

### Gemeinderat
In Winterbach wird der Gemeinderat nach dem Verfahren der unechten Teilortswahl gewählt. Dabei kann sich die Zahl der Gemeinderäte durch Überhangmandate verändern. Der Gemeinderat in Winterbach hat nach der letzten Wahl 18 Mitglieder (2019: 19). Die Kommunalwahl am 9. Juni 2024 führte zu folgendem Endergebnis. Der Gemeinderat besteht aus den gewählten ehrenamtlichen Gemeinderäten und dem Bürgermeister als Vorsitzendem. Der Bürgermeister ist im Gemeinderat stimmberechtigt.
| Parteien und Wählergemeinschaften | Parteien und Wählergemeinschaften                               | % 2024 | Sitze 2024 | % 2019 | Sitze 2019 | Kommunalwahl 2024 %50403020100 46,8 %17,6 %24,8 %10,8 % BWVGrüneCDUSPDGewinne und Verlusteim Vergleich zu 2019 %p 6 4 2 0 −2 −4+0,1 %p−3,7 %p+4,7 %p−1,2 %pBWVGrüneCDUSPD |
| BWV                               | Bürgerliche Wählervereinigung Winterbach-Engelberg-Manolzweiler | 46,8   | 9          | 46.7   | 9          | Kommunalwahl 2024 %50403020100 46,8 %17,6 %24,8 %10,8 % BWVGrüneCDUSPDGewinne und Verlusteim Vergleich zu 2019 %p 6 4 2 0 −2 −4+0,1 %p−3,7 %p+4,7 %p−1,2 %pBWVGrüneCDUSPD |
| GRÜNE                             | Bündnis 90/Die Grünen                                           | 17,6   | 4          | 21,3   | 4          | Kommunalwahl 2024 %50403020100 46,8 %17,6 %24,8 %10,8 % BWVGrüneCDUSPDGewinne und Verlusteim Vergleich zu 2019 %p 6 4 2 0 −2 −4+0,1 %p−3,7 %p+4,7 %p−1,2 %pBWVGrüneCDUSPD |
| CDU                               | Christlich Demokratische Union Deutschlands                     | 24,8   | 3          | 20,1   | 4          | Kommunalwahl 2024 %50403020100 46,8 %17,6 %24,8 %10,8 % BWVGrüneCDUSPDGewinne und Verlusteim Vergleich zu 2019 %p 6 4 2 0 −2 −4+0,1 %p−3,7 %p+4,7 %p−1,2 %pBWVGrüneCDUSPD |
| SPD                               | Sozialdemokratische Partei Deutschlands                         | 10,8   | 2          | 12,0   | 2          | Kommunalwahl 2024 %50403020100 46,8 %17,6 %24,8 %10,8 % BWVGrüneCDUSPDGewinne und Verlusteim Vergleich zu 2019 %p 6 4 2 0 −2 −4+0,1 %p−3,7 %p+4,7 %p−1,2 %pBWVGrüneCDUSPD |
| gesamt                            | gesamt                                                          | 100,0  | 18         | 100,0  | 19         | Kommunalwahl 2024 %50403020100 46,8 %17,6 %24,8 %10,8 % BWVGrüneCDUSPDGewinne und Verlusteim Vergleich zu 2019 %p 6 4 2 0 −2 −4+0,1 %p−3,7 %p+4,7 %p−1,2 %pBWVGrüneCDUSPD |
| Wahlbeteiligung                   | Wahlbeteiligung                                                 | 70,8 % | 70,8 %     | 69,2 % | 69,2 %     | Kommunalwahl 2024 %50403020100 46,8 %17,6 %24,8 %10,8 % BWVGrüneCDUSPDGewinne und Verlusteim Vergleich zu 2019 %p 6 4 2 0 −2 −4+0,1 %p−3,7 %p+4,7 %p−1,2 %pBWVGrüneCDUSPD |

### Bürgermeister
Im Juli 2016 wurde Sven Müller im ersten Wahlgang zum neuen Bürgermeister gewählt. Im Juli 2024 wurde er wiedergewählt. Zuvor amtierte von 2000 bis 2016 Albrecht Ulrich.

### Partnerschaften
Seit 1961 besteht eine Partnerschaft mit der Gemeinde Gleisdorf in der Steiermark (Österreich).

### Wappen

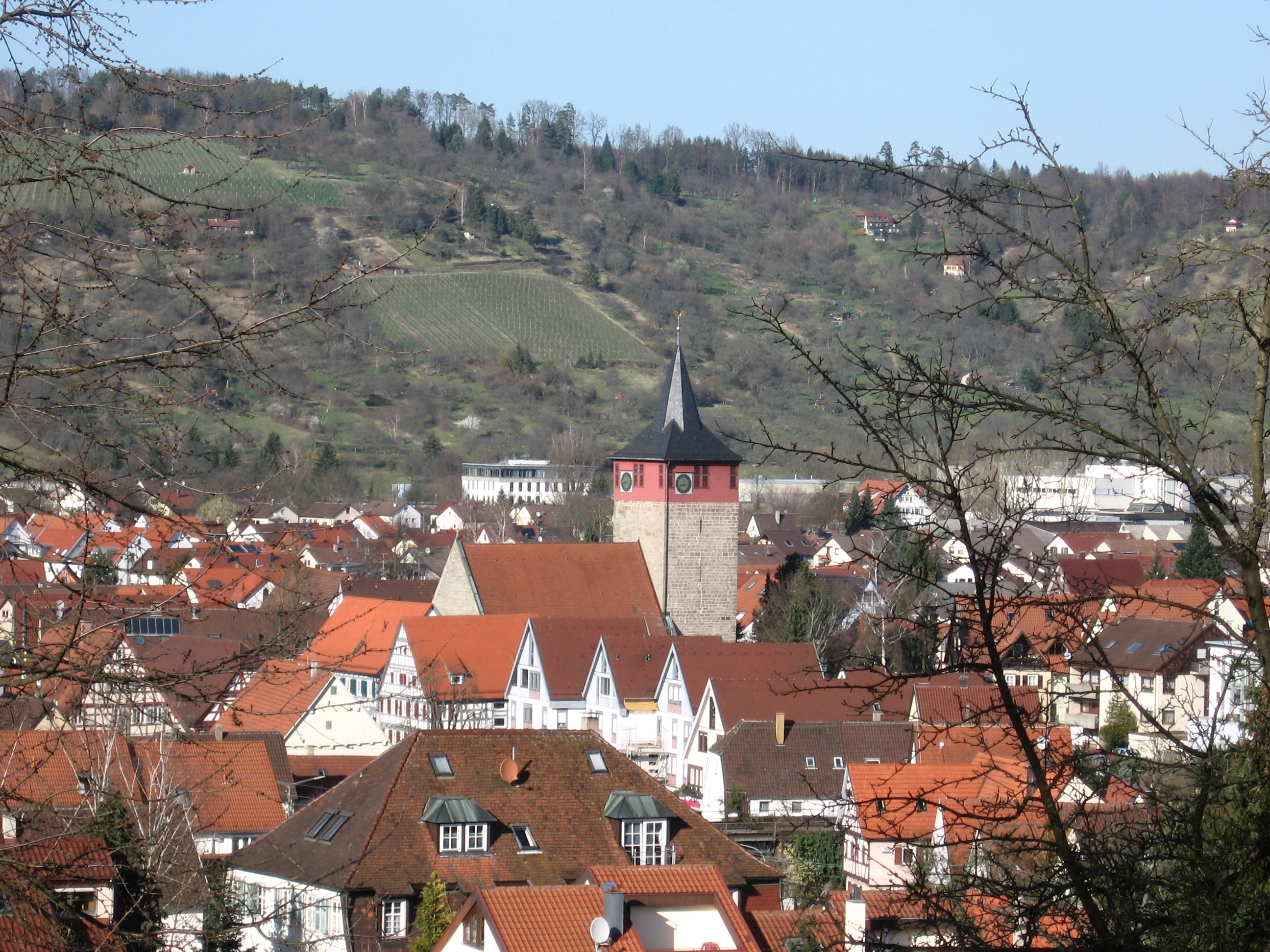
Ortskern mit Michaelskirche

Beschreibung: In rot ein silberner (weißer) Wellenbalken, darüber eine goldene (gelbe) Krone, darunter eine silberne (weiße) Hape mit goldenem (gelbem) Griffholz.
Die goldene Krone soll daran erinnern, dass Winterbach ein altes Reichgut war und sich Kaiser Heinrich III. am 28. August 1046 und am 3. Dezember 1048 in Winterbach aufgehalten hat.
Der Wellenbalken macht das Wappen in Bezug auf den zweiten Bestandteil des Ortsnamens „redend“.
Die Weinberghape ist die alte Wappenfigur von Winterbach, die sich bis 1831 zurückverfolgen lässt, im Laufe der Zeit zu einer Sichel wurde und heute wieder als Hape erscheint.

## Wirtschaft und Infrastruktur

### Verkehr
Durch Winterbach verläuft die Bundesstraße 29 (Stuttgart–Aalen).
Im Hauptort befindet sich ein Haltepunkt der S-Bahnlinie S2 (Schorndorf – Stuttgart – Stuttgart Flughafen – Filderstadt), die Winterbach über die Remsbahn an das Stuttgarter S-Bahn-Netz anschließt. Außerdem ist Winterbach durch die Buslinien 106 (Winterbach – Baltmannsweiler – Hohengehren – Esslingen), 245 (Schorndorf – Winterbach – Hößlinswart (-Erlenhof)) und 935 (Winterbach – Ebersbach) sowie die Schulbuslinie 217A (Remshalden – Winterbach – Schorndorf) angebunden.
Durch eine Alltagsroute aus dem Radnetz Baden-Württemberg ist Winterbach mit Schorndorf und in der anderen Richtung über Remshalden und Weinstadt mit Waiblingen und Fellbach verbunden.
Durch Winterbach führt der Remstal-Radweg, der als Landes-Radfernweg von Aalen kommend zur Mündung der Rems in den Neckar in Remseck führt und dann noch durch Fellbach und Kernen im Remstal nach Weinstadt verläuft.

### Wirtschaft
Winterbach gehört zu den reichen Gemeinden in Baden-Württemberg. Winterbacher Unternehmen stellen über 2000 Arbeitsplätze zur Verfügung. Dies entspricht in etwa der Anzahl der in Winterbach lebenden Arbeitnehmer. Der größte Arbeitgeber im Ort ist das Modehaus mit Versand Peter Hahn.

### Öffentliche Einrichtungen
Die Arbeiterwohlfahrt betreibt seit 1988 ein Pflegeheim in der Ortsmitte.

### Bildung
Schulen in Winterbach:
- Freie Waldorfschule Engelberg im Ortsteil Engelberg
- Magdalenenschule (Sonderpädagogisches Bildungs- und Beratungszentrum)
- Lehenbachschule (Grund- und Gemeinschaftsschule)

## Kultur und Sehenswürdigkeiten

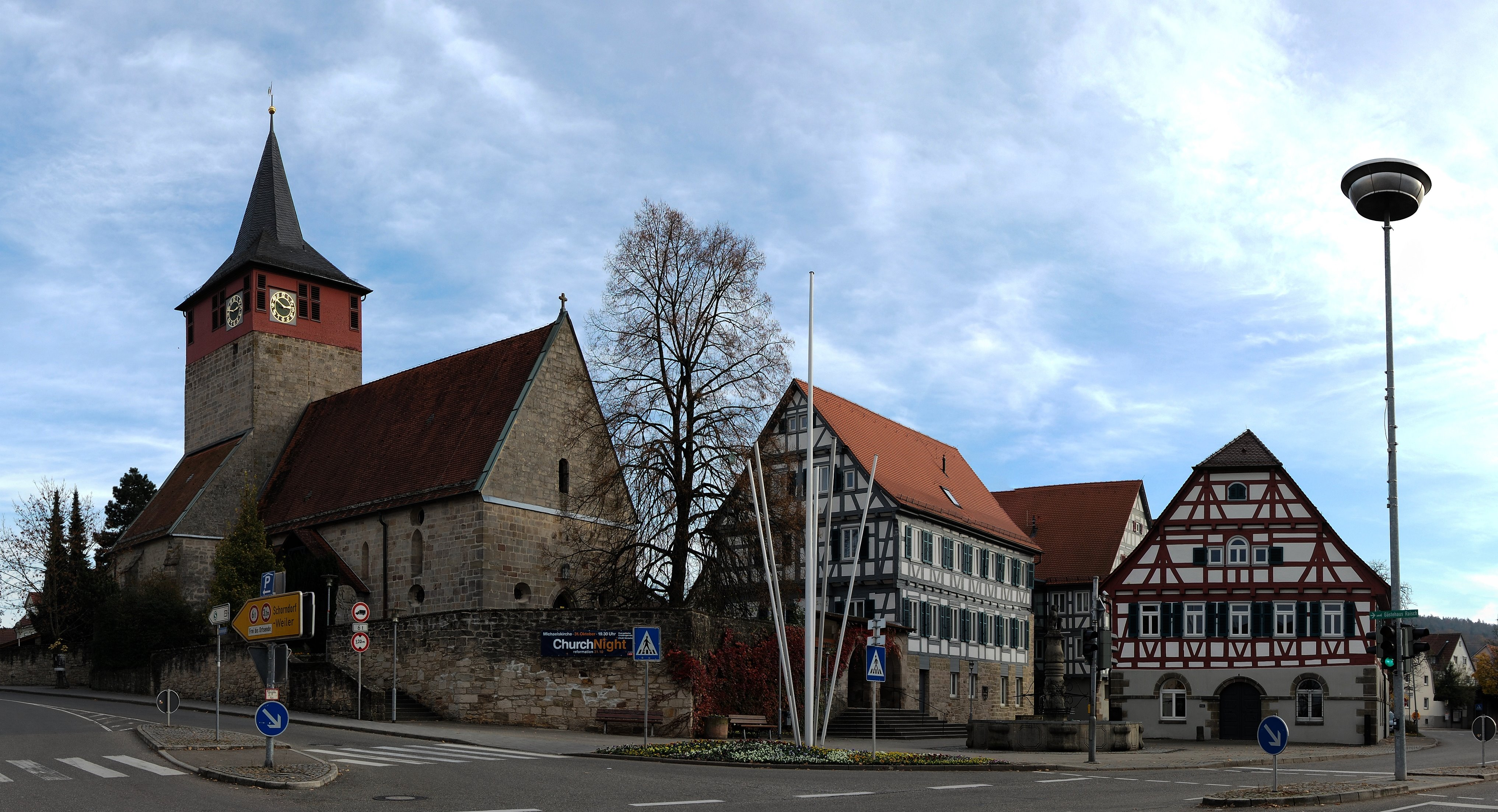
Michaelskirche und Rathäuser

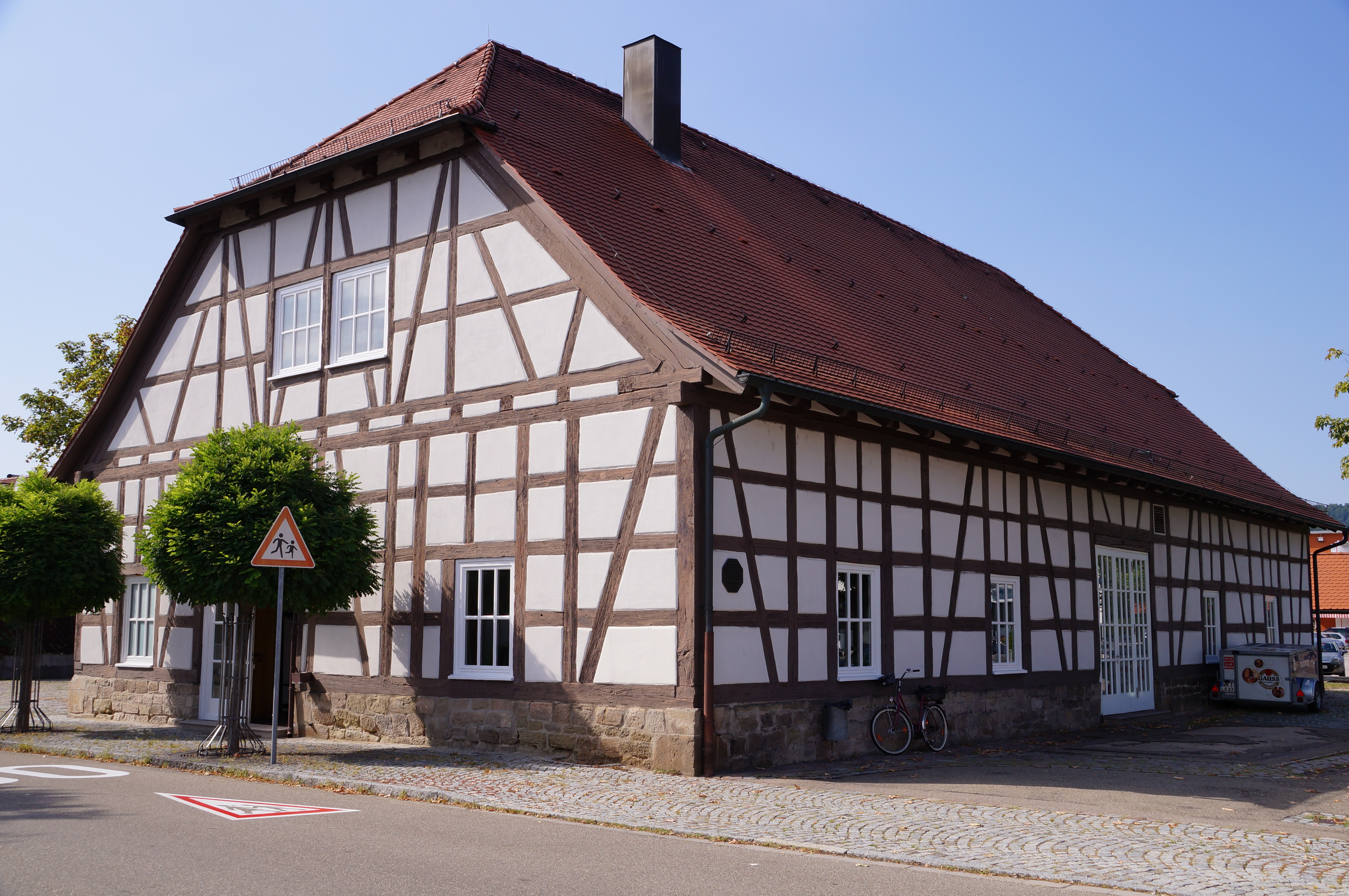
Bürgerhaus Kelter (Baujahr 1750)

Winterbach liegt an der Württemberger Weinstraße.

### Bauwerke
- Evangelische Michaelskirche, in erhöhter Lage über dem Dorfplatz

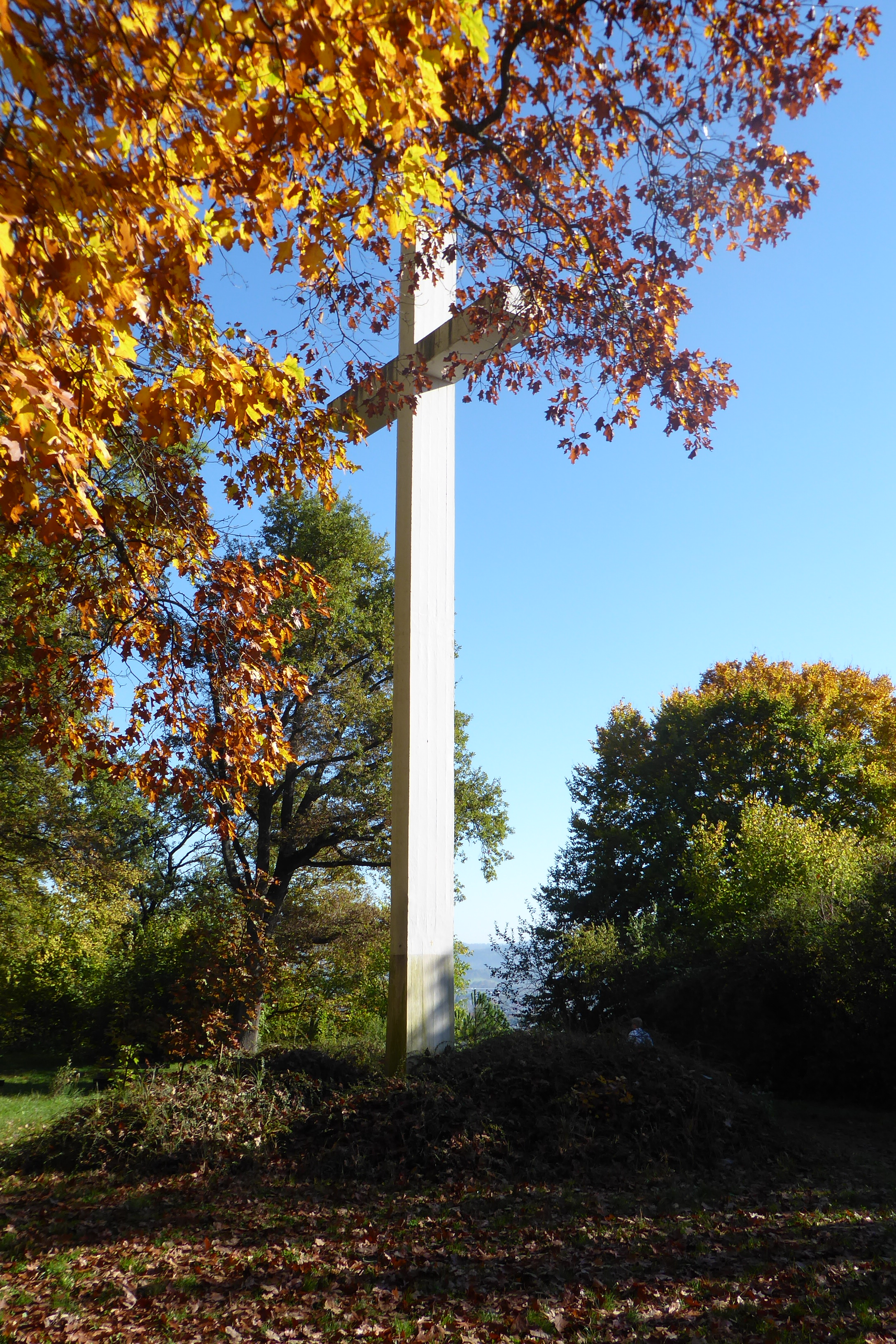
Ostlandkreuz

- Die drei Rathäuser
- Bürgerhaus Kelter

### Museen
- Dorf- und Heimatmuseum mit Julie-Palmer-Stube

### Remstal-Gartenschau 2019

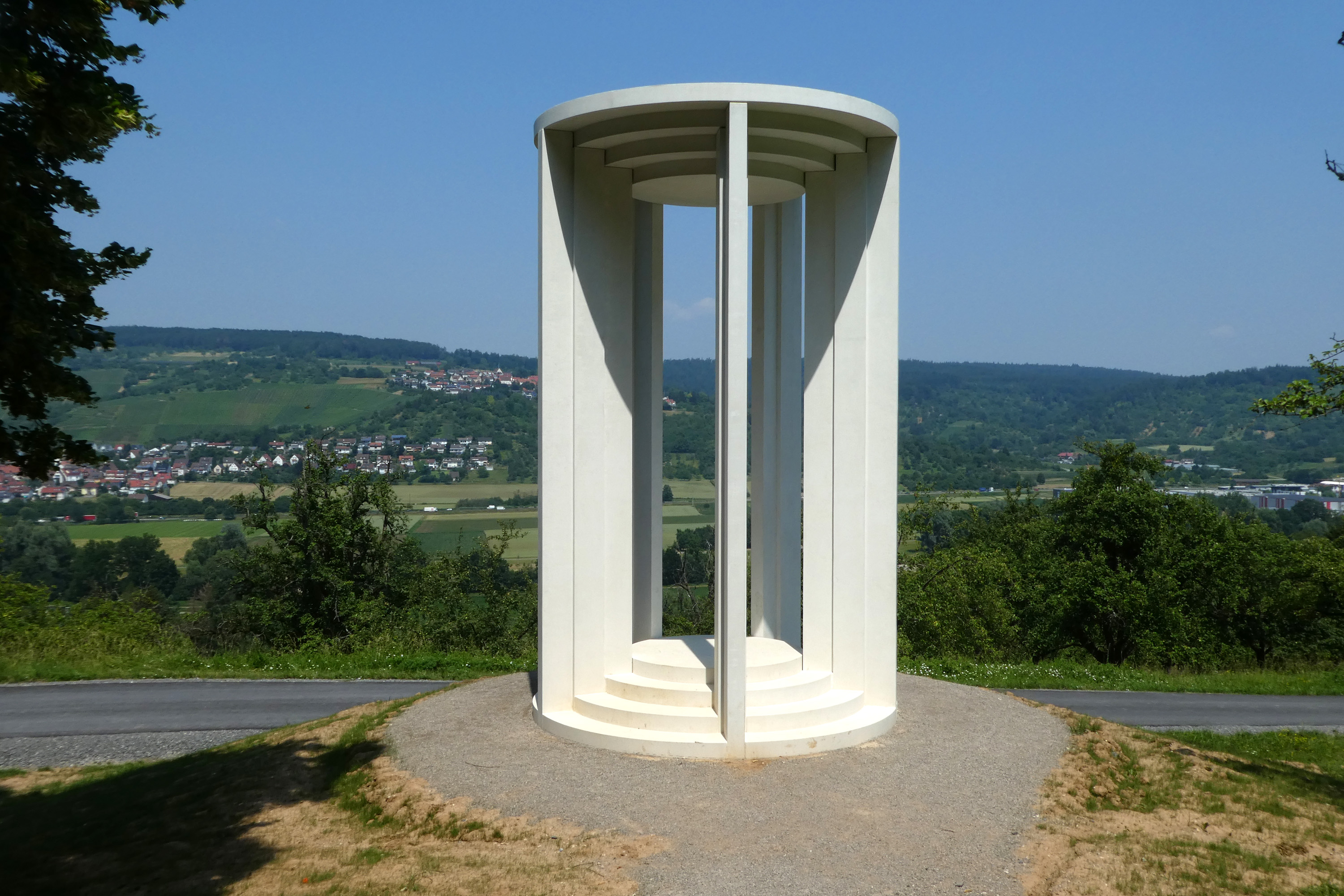
Monopteros

Vom 10. Mai bis 20. Oktober 2019 fand im Remstal ein Grünprojekt des Landes Baden-Württemberg statt, an dem sich auch Winterbach beteiligt. Diese Remstal Gartenschau 2019 gehört zu den „kleinen“ Gartenschauen, die sich jährlich mit den Landesgartenschauen abwechseln.
In diesem Zusammenhang wurde der Gleisdorfer Platz mit Zugang zur Rems neu gestaltet und der Fluss im Westen des Ortes renaturiert. An den „16 Stationen“, dem Architekturprojekt der Gartenschau, beteiligte sich Winterbach mit einem  weißen Monopteros auf einer Streuobstwiese im Süden oberhalb des Ortes.

## Regelmäßige Veranstaltungen
Alljährlich findet Ende Juni das Winterbacher Brunnenfest von Samstag bis Montag statt und am ersten Adventssonntag der Winterbacher Weihnachtsmarkt.
In ungeraden Jahren veranstaltet im Juli die Kulturinitiative Rock das Winterbach Zeltspektakel.
Alljährlich findet in Winterbach der Remstal-Lauf statt meistens im April seit 1992.

## Persönlichkeiten

### Söhne und Töchter der Gemeinde
- Caroline von der Lühe, geb. Caroline von Brandenstein, (* 1757 in Engelberg, † nach 1805), Komponistin, Schriftstellerin, Briefpartnerin, Salonière
- Karl Ludwig Friedrich Josef von Brandenstein (1760–1847), Staatsminister
- Wilhelm August von Plessen (1808–1887), Justizminister
- Friedrich Wilhelm Mayer (1813–1897), württembergischer Oberamtmann
- Georg Friedrich Erhardt (1825–1881), königlicher Hofmaler
- Werner H. Bloss (1930–1995), Ingenieurwissenschaftler, Hochschullehrer, Pionier der Photovoltaikforschung
- Werner Dilger (1942–2007), Professor für Informatik, Inhaber des Lehrstuhls für künstliche Intelligenz an der TU Chemnitz
- Julia Landenberger (* 2003), Fußballspielerin

### Persönlichkeiten, die vor Ort gewirkt haben
Bekannte Persönlichkeiten, die einen Teil ihres Lebens in Winterbach verbracht haben, sind:
- Julie Kern (1858–1938), deutsche Heimatdichterin
- Joachim Klar (1909–1996), deutscher Rektor und Heimatpfleger
- Peter-Andreas Mothes (1935–2008), deutscher Kunstmaler und Kunstlehrer; lebte in Manolzweiler
- Klaas Engelken (1939–2017), deutscher Verwaltungsjurist und Fachbuchautor
- Ekkehard Hessenbruch (* 1957), deutscher Cellist, Kammermusiker und Pädagoge
- Giovane Élber (* 1972), ehemaliger brasilianischer Fußballnationalspieler, wohnte in den 1990er Jahren, als er für den VfB Stuttgart spielte, in Winterbach. Die von ihm gegründete Giovane-Élber-Stiftung ist in Winterbach ansässig.
- Lars Haise (* 1989), Mitglied des Bundestags (AfD), wuchs in Winterbach auf und machte an der Lehenbachschule seinen Hauptschulabschluss
- Davie Selke (* 1995), Fußballspieler, wuchs in Winterbach auf